# Commelina reticulata
Commelina reticulata är en himmelsblomsväxtart som beskrevs av Stanley. Commelina reticulata ingår i släktet himmelsblommor, och familjen himmelsblomsväxter.
Artens utbredningsområde är Western Australia. Inga underarter finns listade.